# Sat (instrument)
Sat (tur. saat < arap. sāa), ura ili dobnik je naprava ili mjerni instrument za mjerenje vremena, ponajprije za određivanje doba dana. Sat je jedan od najstarijih izuma. Izumljen je kako bi mjerio vremenske jedinice manje od dana,  mjeseca i godine. Prije izuma sata ljudi su se ravnali po Suncu - kada je izašlo, budili su se, a kada je zašlo, odlazili su na počinak. 

## Vrste satova
Određivanje vremena od davnine je bila ljudska potreba, a izrada naprava kojima se to provodi i veliki tehnički izazov. Prvi, primitivni satovi bili su zasnovani na različitim pojavama ili događajima određenoga trajanja, na primjer istjecanju vode (vodeni sat ili klepsidra) ili pijeska iz posude, izgaranju svijeće i slično. Umjeravani su prirodnim periodičnim pojavama, najčešće prividnim gibanjem Sunca, Mjeseca ili zvijezda. Prateći razvoj tehnike, od tada se razvijaju i sve složeniji i točniji satovi.

### Vodeni sat ili klepsidra
Vodeni sat ili klepsidra (grč. ϰλεψύδρα, prema ϰλέπτεıν: krasti i ὕδωρ: voda) je antička naprava za mjerenje vremena s pomoću vode ili ulja, poznata još u drevnom Egiptu već u 2. tisućljeću pr. Kr. Sastoji se od dviju posuda. Voda teče kroz kapilarnu cijev iz jedne posude u drugu i u njoj podiže plovak koji pak pokreće figuru što pokazuje vrijeme označeno na stupiću s brojkama. Vrijeme koje je potrebno da se napuni druga posuda, uvijek je stalno (konstantno). Na sličan način radi i pješčani sat. Klepsidra je simbol prolaznosti i smrti te kao takva čest motiv u kiparstvu i slikarstvu.

### Sunčani sat
Sunčani sat se zasniva na pomicanju sjene štapa ili nekoga drugog tijela (takozvanog gnomona) zbog dnevnoga prividnoga kretanja Sunca, potječe od starih kultura Mezopotamije. Polukružnica koju opiše vrh sjene štapa od jutra do večeri podijeljena je na 12 dijelova, a trajanje pomaka jednoga dijela nazvano je satom. Zbog različita trajanja obdanice, trajanje sata ovisilo je o dobu godine i zemljopisnoj širini. Sunčani satovi postavljali su se na javnim zgradama, crkvama i slično, gdje se mogu vidjeti i danas.

#### Gnomon
Gnomon (grč. γνώμων: pokazivač, pokazatelj, kazaljka na sunčanom satu) je najjednostavniji oblik sunčanika (sunčanog sata) te jedan od najstarijih astronomskih instrumenata. Sastoji se od štapa okomito zabodenog u vodoravnu podlogu. Služi za određivanje mjesnoga Sunčeva vremena i orijentaciju na obzoru (horizontu). Primjerice, Ulug-beg  (Samarkand,1394. – 1449.) je izgradio gnomon duljine 50 metara.

### Pješčani sat
Pješčani sat čine dvije staklene posude spojene tankom cjevčicom kroz koju protječe pijesak. Protjecanje pijeska traje određeno vrijeme, obično jedan sat, a nakon toga sat se okrene. Mali pješčani sat s protjecanjem od jedne minute ili više njih rabio se do 19. stoljeća kao laboratorijsko pomagalo ili kao liječničko pomagalo pri mjerenju bila. Pješčani sat zadržao se do danas kao ukras, njegov crtež u umjetnosti kao znak prolaznosti, a na zaslonima računala kao sličica koja upozorava na odvijanje neke naredbe.

### Mehanički satovi
Mehanički sat pokretan i upravljan istjecanjem vode ili s utezima, preko različitih je mehanizama pokazivao vrijeme pomičnim ili okretnim kazaljkama, ali je bio prilično nepouzdan. Mehanički su satovi postali pouzdani tek primjenom mehaničkih oscilatora koji upravljaju ritmom sata. Christiaan Huygens je 1656. primijenio slobodno njihalo kao mehanički oscilator, kojega vrijeme njihanja ovisi o duljini niti. Satovi s njihalom (klatnom) ili ure njihalice vrlo su pouzdani, posebno uz mnoge dopune, kao što je automatska dopuna (kompenzacija) promjena duljine njihala zbog promjene temperature i tlaka zraka, pa su do pojave elektroničkih to bili najtočniji satovi, te su se zadržali do danas. Glavni je nedostatak sata s njihalom i utegom što ne može raditi u pokretu. Huygens je 1674. konstruirao sat pokretan oprugom s opružnim mehaničkim oscilatorom, takozvanom nemirnicom ili treptalom, koji može raditi i u pokretu. Robert Hooke konstruirao je 1876. prvu zaprečnicu ili zapinjač, mehanizam koji pouzdano određuje ritam mehaničkog oscilatora. Tek je to omogućilo konstruiranje pouzdanih satova za rad u pokretu, džepnih i potom ručnih satova. Osobito precizan pokretni mehanički sat naziva se kronometrom, a upotrebljavao se u pomorstvu kao osnova za pouzdano određivanje položaja brodova, sve do pojave radijskih i satelitskih sustava navigacije. 

### Električni sat
Električni sat pokreće elektromotor, a njime upravlja njihalo, nemirnica, akustički oscilator ili frekvencija izmjenične struje. Pojavio se sredinom 20. stoljeća. Pokaznici električnih satova klasični su brojčanici s kazaljkama ili pokretne (padajuće) pločice s brojkama.

### Elektronički sat
Elektronički sat je uređaj kojim upravlja elektronički oscilator. Sat s piezoelektričnim kristalom (kremenom; takozvani kremeni ili kvarcni sat) pojavio se 1970-ih. Odlikuje se velikom točnošću. Pokaznici elektroničkih satova su slovno-brojčani sa svijetlećim diodama, tekućim kristalima ili plazmatičnim zaslonima. Zbog ustaljenih navika mnogi elektronički satovi imaju klasični brojčanik s kazaljkama, jednak onomu na mehaničkim satovima. Elektronički sat danas je uobičajen prateći dio mnogih naprava i uređaja: računala, telefona, mobitela, radijskih i televizijskih prijamnika, zvučnih linija, laboratorijskih i kućanskih aparata, upravljačkih naprava i drugo, s mnogim pratećim funkcijama signaliziranja, uključivanja i isključivanja naprava, programiranoga praćenja procesa i tako dalje. Suvremene javne satove obično pokreću električni pokaznici, a njima daljinski upravljaju elektronički satovi.

### Zaporni sat
Zaporni sat posebna je izvedba sata koji služi za mjerenje trajanja nekih događaja (u laboratoriju, sportu i slično);  kadšto se naziva i štoperica. Po volji se pokreće ili zaustavlja, a u nekim izvedbama može nakon zaustavljanja, radi očitavanja kontrolnoga vremena (prolazno vrijeme), i dalje mjeriti. Obično je elektronički, danas rjeđe mehanički.

### Atomski sat
Atomski sat vrlo je složen elektronički uređaj. To je vrlo točan uređaj, pogreška se procjenjuje na 1 sekundu u 3 000 000 godina. Prvi je atomski sat izveden 1949. Atomski satovi služe za precizna fizikalna i astronomska mjerenja vremena, određivanje mjerne jedinice sekunde, te kao oslonac svjetskoj službi točnoga vremena (TAI i UTC), koja od 1920-ih godina odašilje signale točnoga vremena radijskim putem, a posljednjih godina i preko globalnih satelitskih položajnih i navigacijskih sustava. Ti signali služe za precizno umjeravanje satova, a postoje i posebni radijski satovi upravljani njima.

## Vanjske poveznice
- Urarstvo Hrvatska tehnička enciklopedija, portal hrvatske tehničke baštine. LZMK